# Корцов, Егор Андреевич
Егор Андреевич Корцов (род. 10 января 2000, Тихвин, Ленинградская область, Россия) — российский футболист, полузащитник брестского «Динамо».

## Карьера

### «Ленинградец»
Воспитанник петербургской спортивной школы СШОР «Зенит». В июле 2018 года футболист перешёл в «Ленинградец», где сразу же присоединился к основной команде клуба. Дебютировал за клуб футболист 18 июля 2018 года в матче против клуба «Локомотив-Казанка», выйдя на поле в стартовом составе, также отличившись своим дебютным забитым голом. Своим первым забитым дублем футболист отличился 3 сентября 2018 года в матче против клуба «Луки-Энергия». По итогу дебютного сезона футболист вместе с клубом завершил чемпионат в своей группе на итоговом пятом месте. На протяжении сезона футболист выступал за клуб в роли одного из основных игроков, отличившись 6 забитыми голами и 4 результативными передачами во всех турнирах, тем самым став лучшим бомбардиром в чемпионата в своей группе. 
Первый матч в новом сезоне футболист сыграл 16 июля 2019 года против московской «Родины», выйдя на поле в стартовом составе. Своим первым в сезоне забитым голом футболист отличился 21 августа 2019 года в матче Кубка России против калининградской «Балтики». В сентябре 2019 года футболист получил серьёзную травму ноги и позже был прооперирован, выбыв из распоряжения клуба на длительный срок. Вернулся футболист в расположение клуба лишь в ноябре 2020 года. Своим первым в карьере хет-триком футболист отличился 10 июня 2021 года в матче против владимирского «Торпедо». В следующем сезоне футболист побил свой рекорд статистики, отличившись 9 забитыми голами и 14 результативными передачами. По итогу сезона футболист вместе с клубом стал бронзовым призёром чемпионата в своей группе.

### «Макслайн»
В июле 2022 года футболист на правах арендного соглашения перешёл в белорусский клуб «Макслайн», соглашение с которым было рассчитано до коцна сезона. Дебютировал за клуб футболист 23 июля 2022 года в матче против «Молодечно-2018», отличившись результативной передачей. В следующем матче 13 августа 2022 года против пинской «Волны» футболист отличился дебютным забитым голом. Своим первым забитым дублем за клуб футболист отличился 20 августа 2022 года в матче против «Слонима-2017». Затем футболист очередными своими забитыми дублями отличился в матчах против «Барановичей» и «Лиды». По итогу сезона футболист вместе с клубом завершил чемпионат на итоговом четвёртом месте, отправившись в стыковые матчи, где по сумме матчей победили дзержинский «Арсенал», а сам футболист отличился 3 забитыми голами. На протяжении сезона футболист выступал за клуб в роли одного из ключевых игроков, отличившись 12 забитыми голами и 3 результативными передачами.
В марте 2023 года белорусский клуб продлил арендное соглашения с футболист ещё на сезон. Однако «Макслайн» не был допущен к участию в Высшей лиге, оставшись дальше выступать в Первой лиге. Первый матч в новом сезоне футболист сыграл 1 апреля 2023 года против «Слонима-2017», выйдя на поле в стартовом составе, также отличившись своим первым в сезоне забитым голом. В следующем матче 14 апреля 2023 года против «Островца» футболист отличился своим первым в сезоне забитым дублем. В матче 22 апреля 2023 года против клуба «Молодечно-2018» футболист оформил хет-трик из голевых передач. Очередным забитым дублем за клуб футболист отличился 20 мая 2023 года в матче против гомельского «Бумпрома». В матче 18 июля 2023 года против долбизновской «Нивы» футболист оформил ещё один дубль. В августе 2023 года появилась информация, что футболист близок к уходу из клуба.
На протяжении первой половины сезона футболист успел отличиться за клуб 8 забитыми голами и 5 результативными передачами.

### «Динамо-Брест»

#### Сезон 2023
В августе 2023 года футболист на правах арендного соглашения присоединился к брестскому «Динамо», соглашение с которым было подписано до конца сезона. Дебютировал за клуб футболист 12 августа 2023 года в матче против «Ислочи» выйдя на замену на 73 минуте. Первым результативным действием за клуб футболист отличился 8 октября 2023 года в матче против «Гомеля», оформив дубль из голевых передач. В заключительном матче чемпионата 2 декабря 2023 года против бобруйской «Белшины» футболист оформил хет-трик из результативных передач. По итогу сезона футболист вместе с клубом завершил чемпионат на итоговом десятом месте в турнирной таблице. На протяжении сезона футболист выступал за клуб в роли одного из ключевых игроков, отличившись 6 голевыми передачами, став лучшим ассистентом.

#### Сезон 2024
В январе 2024 года брестский клуб продлил арендное соглашение с футболист ещё на сезон, также включив опцию возможного выкупа. Первый матч в новом сезоне футболист сыграл 15 марта 2024 года против «Ислочи», выйдя на поле в стартовом составе. Первыми результативными действиями за клуб футболист отличился 29 марта 2024 года в матче против «Сморгони», оформив дубль из результативных передач. Дебютным забитым голом за клуб футболист отличился 6 апреля 2024 года в матче против солигорского «Шахтёра». Своим первым забитым дублем за клуб футболист отличился 14 апреля 2024 года в матче против столичного «Минска». Своим очередным забитым дублем за клуб футболист отличился 17 мая 2024 года в матче против «Слуцка». Первым забитым хет-триком за клуб футболист отличился 15 июня 2024 года в матче против могилёвского «Днепра». В июне 2024 года футболист попал в сферу интересов тульского «Арсенала». По итогу сезона футболист вместе с клубом завершил чемпионат на итоговом четвёртом месте. На протяжении сезона футболист выступал за клуб в роли одного из ключевых игроков, став вторым бомбардиром и первым игроком по системе гол+пас в чемпионате, отличившись 16 забитыми голами и 6 результативными передачами. В декабре 2024 года в пресс-службе российского «Ленинградца» сообщили, что футболист по окончании срока арендного соглашения покинул белорусский клуб.

#### Сезон 2025
В январе 2025 года футболист проходил просмотр в новороссийском «Черноморце», однако позже тот покинул расположение клуба. В конце января 2025 года футболист был полноценно выкуплен брестским «Динамо», с которым подписал двухлетний контракт. Новый сезон футболист начал с четвертьфинальных матчей Кубка Беларуси, где по итогу встреч уступили жодинскому «Торпедо-БелАЗ». Первый матч в чемпионате футболист сыграл 16 марта 2025 года против дзержинского «Арсенала», выйдя на поле в стартовом составе и отличившись голевой передачей. Своим первым забитым голом за клуб футболист отличился 30 марта 2025 года в матче против новополоцкого «Нафтана». В матче 17 мая 2025 года против столичного «Минска» футболист отличился забитым дублем и 2 результативными передачами. В июне 2025 года футболист вышел на первое место брестского клуба по количеству забитых голов среди легионеров. В июле 2025 года вместе с клубом отправился на квалификационные матчи Лиги конференций УЕФА, где по сумме матчей уступили черногорской «Сутьеске».

## Международная карьера
В июле 2020 года футболист получил вызов в молодёжную сборную Россия до 20 лет. Дебютировал за сборную футболист 30 июля 2020 года в матче против сборной Испании, выйдя на поле в стартовом составе. Дебютным забитым голом за сборную футболист отличился 1 августа 2020 года в матче против сборной Бахрейна.